# Гургула Ірина Володимирівна
Ірина Володимирівна Гургула (нар. 3 травня 1904, Болехів — пом. 20 травня 1967, Львів) — українська мистецтвознавиця і педагогиня.

## Біографії
Народилася 3 травня 1904 року у місті Болехові (нині Івано-Франківська область, Україна). Протягом 1923—1933 років працювала у Львові науковою співробітницею «Національного музею. Ювілейної наукової фундації галицького митрополита Андрея Шептицького»; у 1928—1939 роках — Культурно-історичного музею Наукового товариства імені Шевченка. Одночасно навчалася у Львівському університеті імені Яна Казимира, який закінчила 1930 року. Магістр філософії з 1933 року.
З 1940 року — наукова співробітниця Державного етнографічного музею АН УРСР; у 1944—1950 роках заступниця директора з наукової роботи. Одночасно з 1944 року викладала художній текстиль та історії мистецтв у Львівській художньо-промисловій школі. У 1950—1967 роках завідувала відділом народного мистецтва Львівського музею українського мистецтва. 
Померла у Львові 20 травня 1967 року.

## Праці
Серед робіт:
- Книга «Писанки Східної Галичини й Буковини» (Львів, 1929);
- Стаття «Видання українських вишивок з кінця ХІХ століття» // «Нова хата», 1930, частина 2;
- Книга «Народне мистецтво західних областей України» (Київ, 1966).

Брала участь в укладанні видань:
- «Народні майстри Львівщини» (Львів, 1951);
- «Народні майстри» (Львів, 1959);
- «Народний одяг західних областей України» (Київ, 1959);
- «Українське народне мистецтво: Вбрання» (Київ, 1961);
- «Торжество історичної справедливості» (Львів, 1968);
- «Нариси з історії українського декоративно-прикладного мистецтва» (Львів, 1969).

Упорядкувала каталог виставки Олени та Ольги Кульчицьких «Килими» (Львів, 1960).